# Scorpion et Felix
Scorpion et Felix ou Scorpion et Felix, roman humoristique (en allemand : Skorpion und Felix, Humoristischer Roman) est un roman comique écrit par Karl Marx en 1837.

## Histoire
Scorpion et Felix est le seul roman comique connu de Marx. S'il l'écrit à l'âge de 19 ans, il n'est publié qu'après sa mort. Marx s'est probablement inspiré de Vie et opinions de Tristram Shandy, gentilhomme, roman comique de Laurence Sterne. Certains commentateurs remarquent que certaines préoccupations futures de Marx sont déjà apparentes dans le roman.
Le roman est écrit à la première personne, au présent. Il met en scène trois personnages (Felix, Scorpion et Merten), dans une quête pour découvrir leurs origines. 
Le roman adopte un ton satirique, ironique, et parfois même polémique. Il marque les premières critiques de Marx à l'égard de Hegel.
Le roman n'a jamais été fini. Seuls quelques passages du livre nous sont parvenus. Il est possible que Marx ait lui-même brûlé les manuscrits de son livre.